# 西湖水库
西湖水库，位于内蒙古自治区通辽市奈曼旗，现已干涸。

## 简介
西湖水库位于科尔沁沙地中的奈曼旗大沁他拉镇西北约5公里处。地理坐标为北纬42°51′至42°53′，东经120°31′20″至120°36′12″。原为一天然泡子，形成于元朝。1962年，在工程庙泡子的基础上，为拦蓄孟可河、荷叶乌丹以下区间洪水并作为舍力虎水库的泄洪区，发展渔业，保护下游奈曼旗人民政府所在地，建成西湖水库。西湖水库南北最宽处约10公里，东西长15公里，水库平面呈瘦椭圆状。水库面积25平方公里，设计总库容5120万立方米。西湖水库水草丰美，特产鲤鱼，鸥鸟纷飞。后来，因为教来河、孟可河长年断水，加上水库渗漏、蒸发，水库水位自1995年起开始下降，于2001年5月完全干涸。此后，湖心开荒种地，湖区风沙强烈。西湖水库干枯后10年的年降水量减少率18.1%，年大雨日数减少率18%。